# سهره کرسیکایی
سهره کرسیکایی (نام علمی: Carduelis corsicana) نام یک گونه از زیرخانواده سهره‌های دانه‌خوار است. این گونه از سهره از نظر ریخت‌شناسی شباهت زیادی به سهره زیتونی دارد. این سهره در جزیره کرس، ساردینیا و جزیره ایتالیایی الب، کاپرایا و گورگونا یافت می‌گردد.